# Сарран (Жер)
Сарра́н (фр. Sarrant) — коммуна во Франции, в кантоне Мовзен округа Кондом, департамент Жер, Окситания. Входит в список «Самых красивых деревень Франции».
Код INSEE коммуны — 32416.

## География

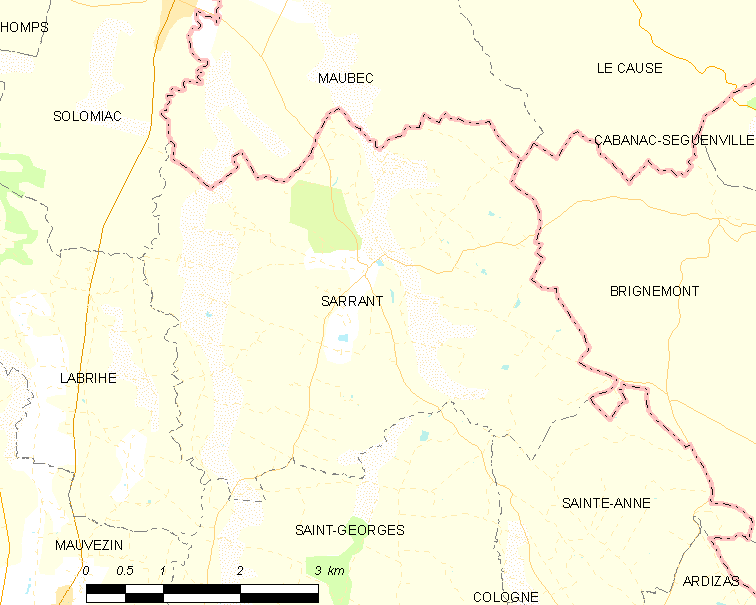
Карта коммуны

Коммуна расположена приблизительно в 580 км к югу от Парижа, в 50 км северо-западнее Тулузы, в 32 км к северо-востоку от Оша.
По территории коммуны протекают реки Жимон и Саррампьон.

### Климат
Климат умеренно-океанический. Лето жаркое и немного дождливое, температура часто превышает 35 °С. Зимой часто бывает отрицательная температура и ночные заморозки. Годовое количество осадков — 700—900 мм.

## Население
Население коммуны на 2010 год составляло 371 человек.
| 1962 | 1968 | 1975 | 1982 | 1990 | 1999 | 2010 |
| ---- | ---- | ---- | ---- | ---- | ---- | ---- |
| 440  | 357  | 319  | 312  | 319  | 339  | 371  |

## Администрация
| Период | Период | Фамилия           | Партия | Примечания |
| ------ | ------ | ----------------- | ------ | ---------- |
| 2001   | 2008   | Анна Сала         |        |            |
| 2008   | 2014   | Люсьен Калеструпа |        |            |
| 2014   | 2020   | Ален Берте        |        |            |

## Экономика
В 2010 году среди 231 человека трудоспособного возраста (15-64 лет) 171 были экономически активными, 60 — неактивными (показатель активности — 74,0 %, в 1999 году было 76,2 %). Из 171 активных жителей работали 157 человек (83 мужчины и 74 женщины), безработных было 14 (9 мужчин и 5 женщин). Среди 60 неактивных 20 человек были учениками или студентами, 24 — пенсионерами, 16 были неактивными по другим причинам.

## Достопримечательности
- Городские ворота (XIV век). Исторический памятник с 1927 года[6]
- Церковь Св. Винсента (XIV век)
- Часовня Нотр-Дам-де-Питье (XVII век)

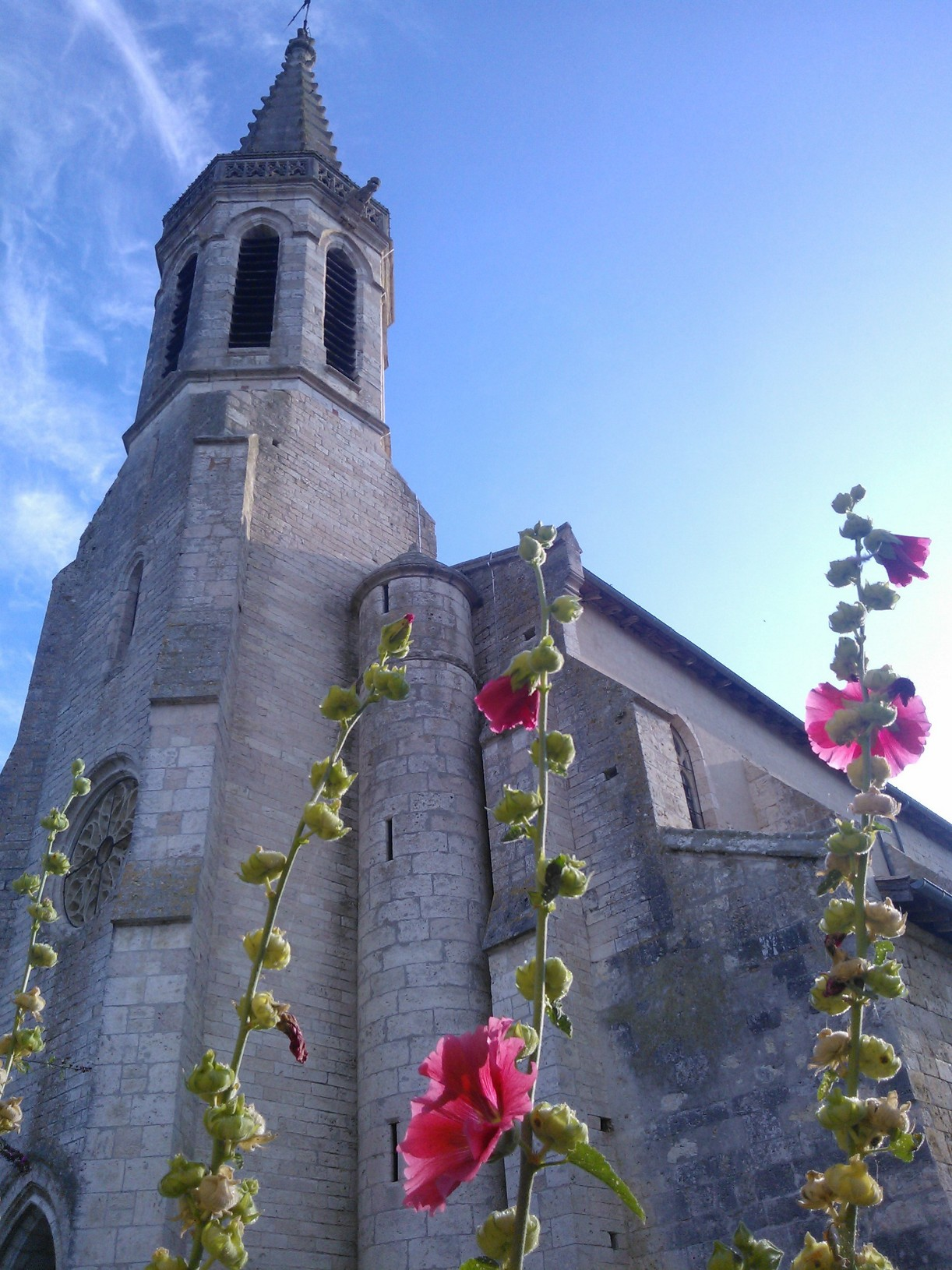
Колокольня церкви св. Винсента
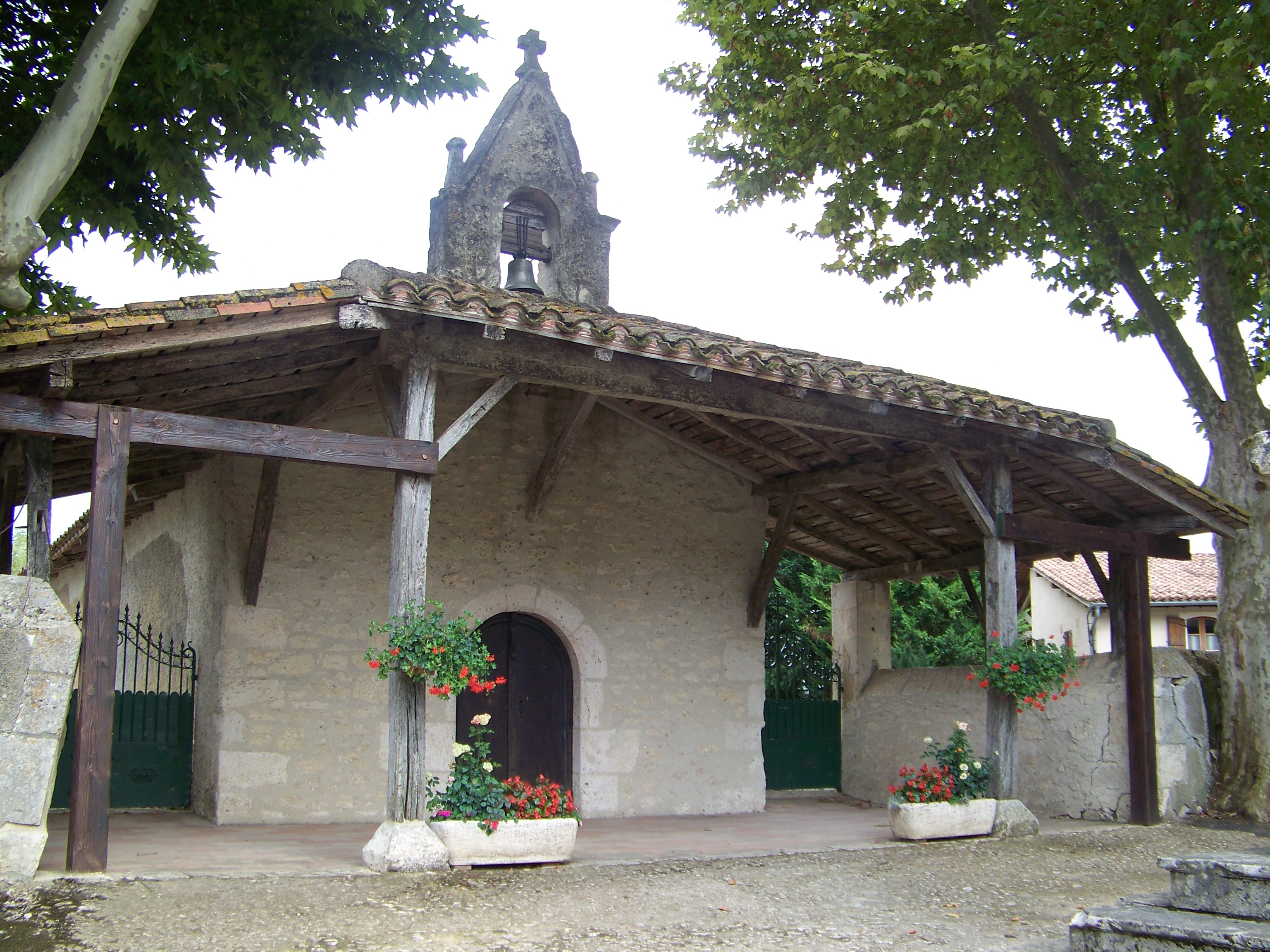
Часовня Нотр-Дам-де-Питье
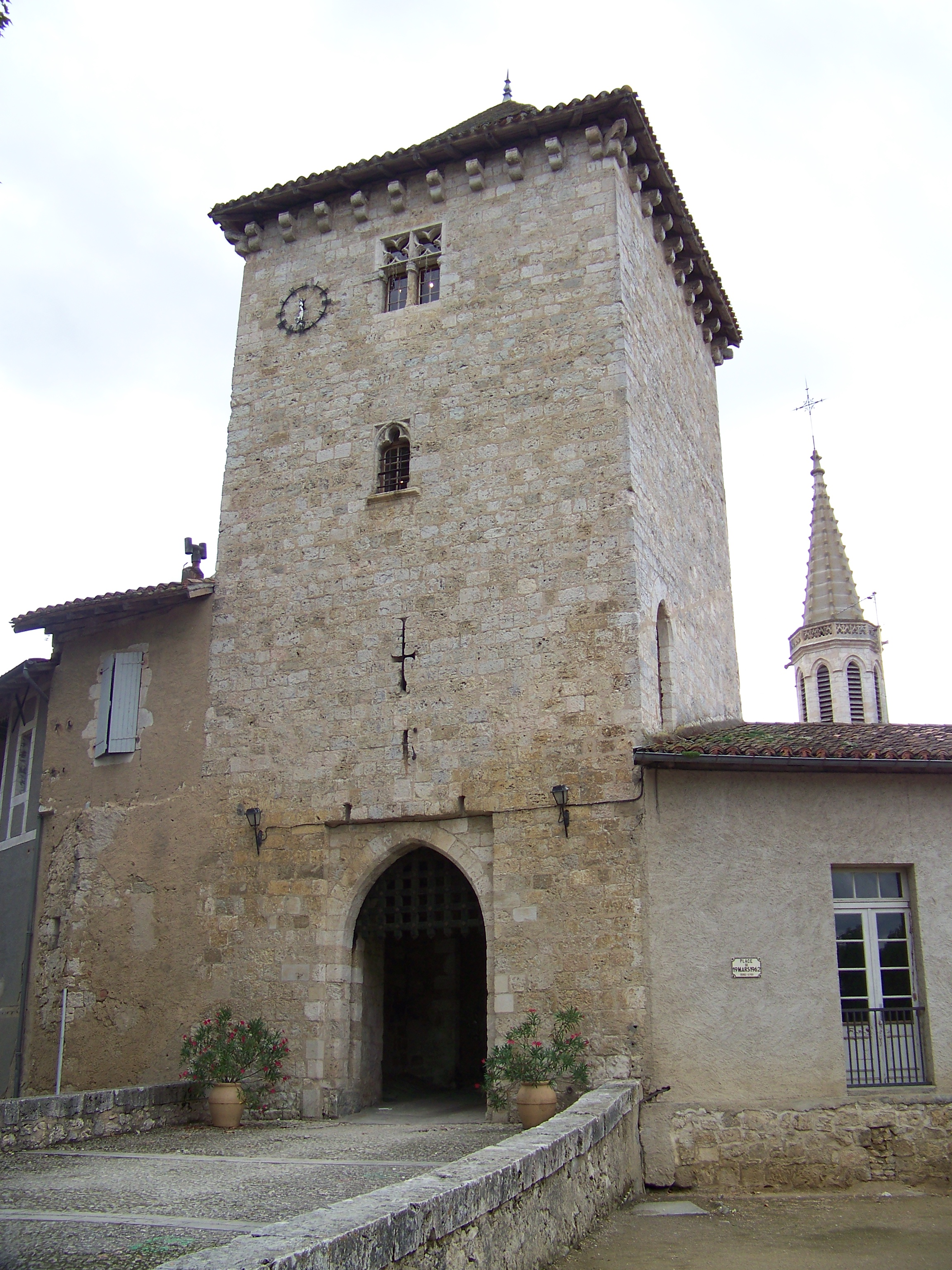
Городские ворота
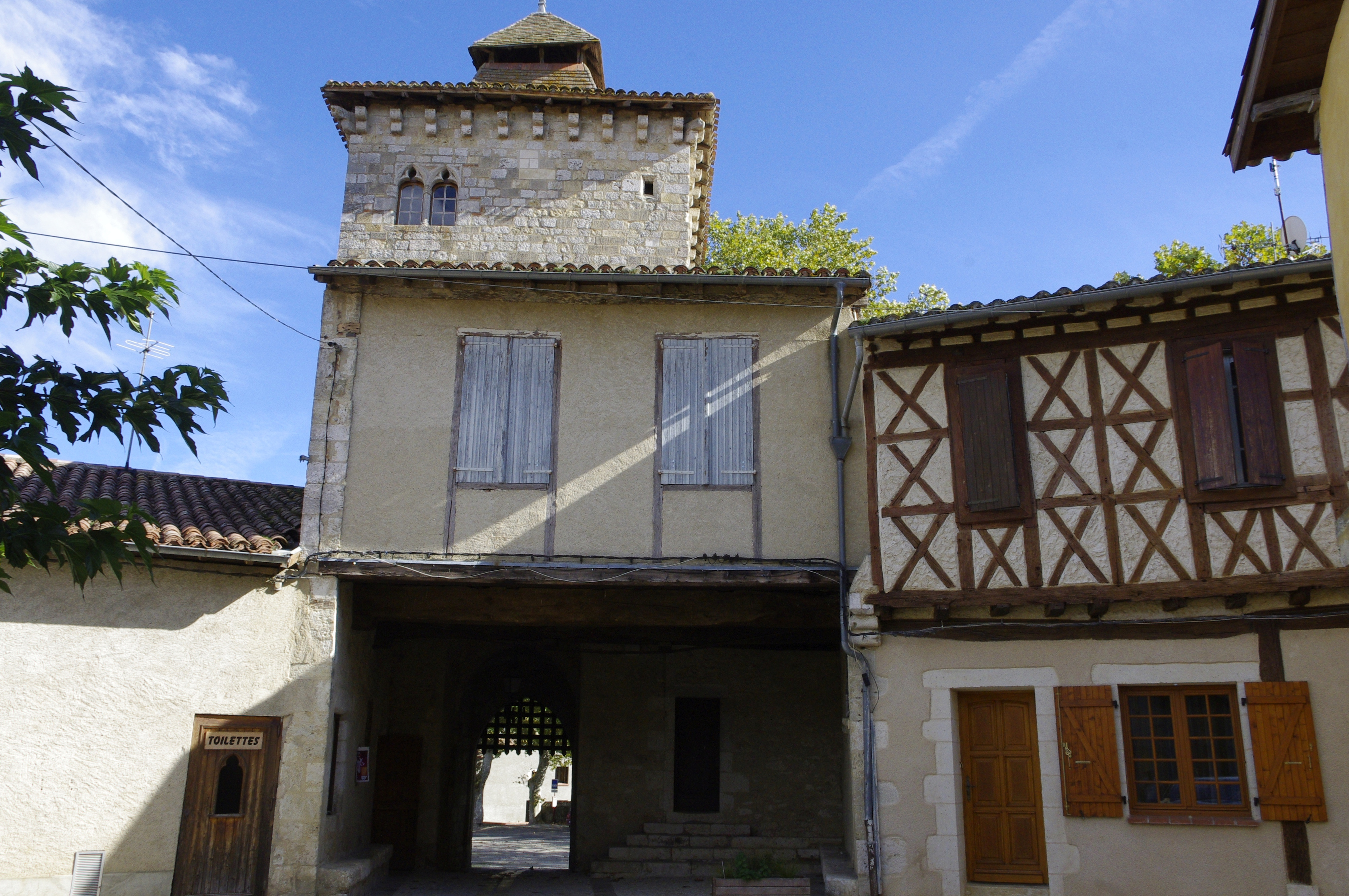
Городские ворота
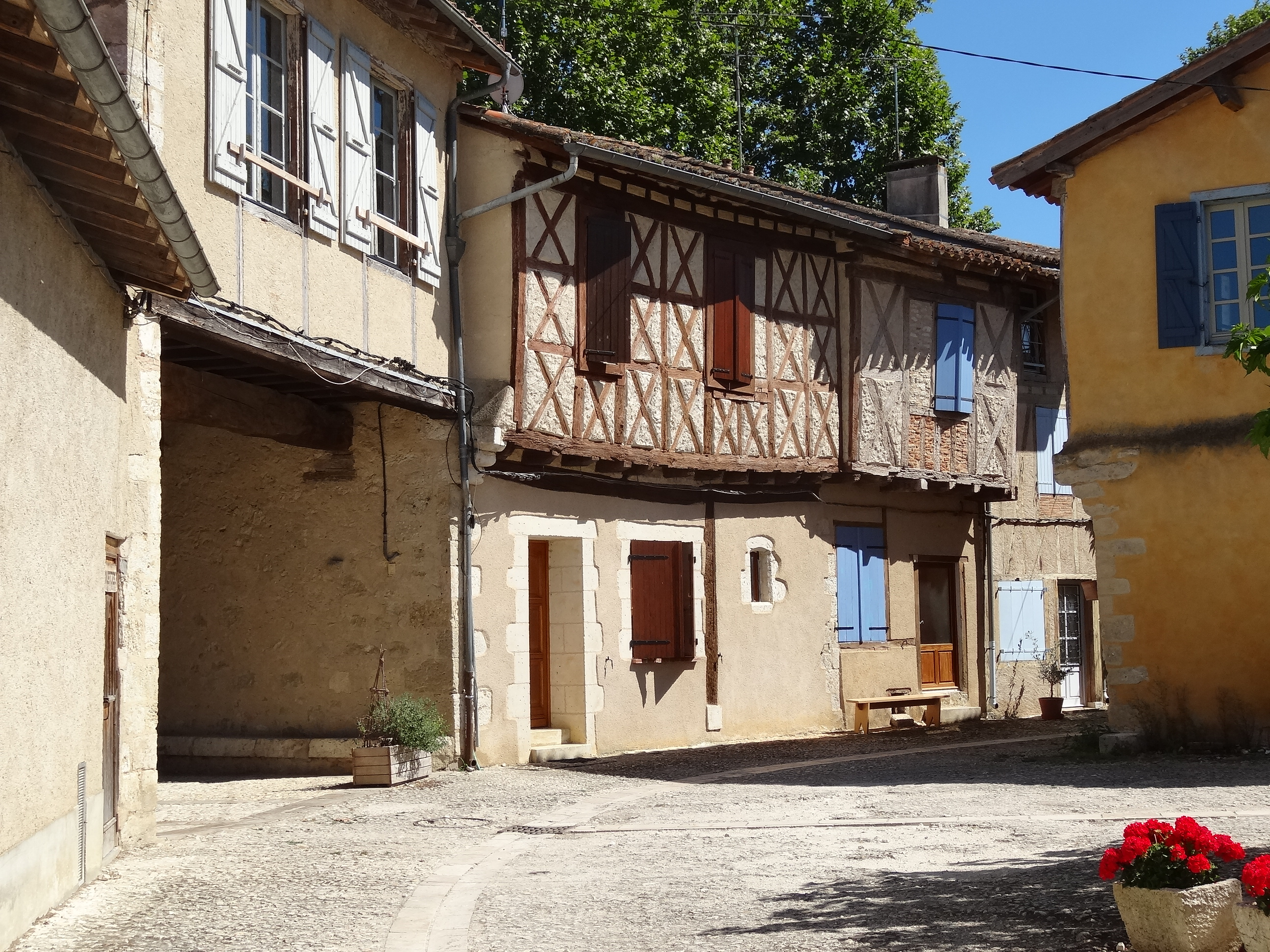
Средневековая улица
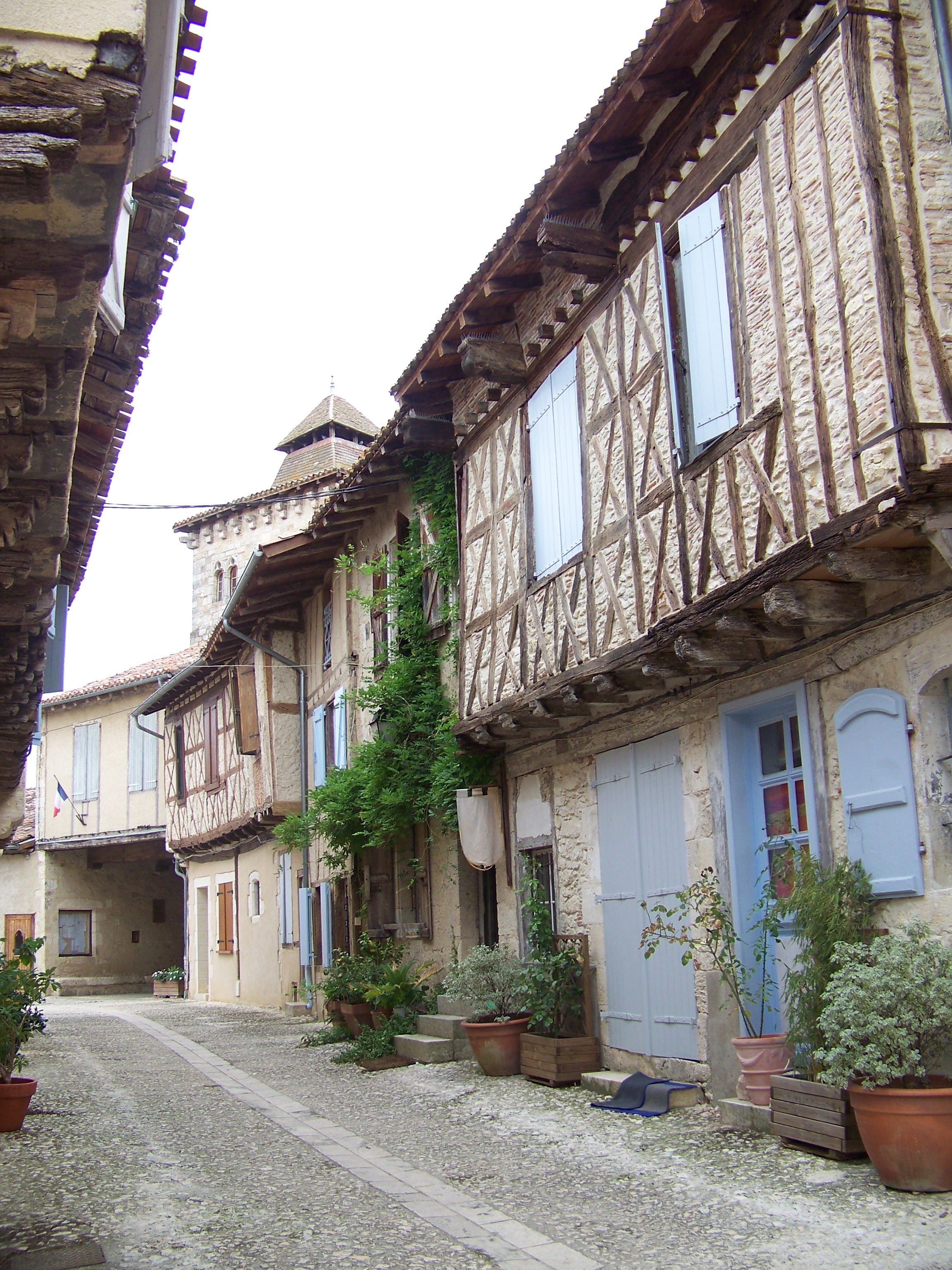